# Biserica de lemn din Stâna, Satu Mare
Biserica de lemn din Stâna, comuna Socond, județul Satu Mare, datează din secolul al XVIII-lea. Are hramul „Intrarea Maicii Domnului în Biserică”. Biserica se află pe noua listă a monumentelor istorice sub codul LMI: SM-II-m-B-05356.